# Мартиника

Карта Мартиники

Мартиника (фр. Martinique) — остров в центральной части архипелага Малые Антильские острова, расположенного в Карибском море Атлантического океана. Административно является регионом и одновременно заморским департаментом (département d’outre-mer, или DOM) Франции. Управляется префектом, есть Генеральный совет. Мартиника избирает 4 депутатов Национального собрания Франции и 2 сенаторов Франции. Столица острова — Фор-де-Франс. Площадь — 1128 км². Население по переписи 2020 года — 361 225 человек (в основном чернокожие и мулаты).
- Валюта — евро (EUR, код 978).
- Часовой пояс — UTC−4:00.
- Телефонный код — 596.
- Интернет-домен — .mq.
- Код ISO — MQ.

## География
Остров горист и сложен преимущественно вулканическими породами. Берега Мартиники сильно изрезаны, вход в большинство бухт перегорожен рифами. Наиболее удобные для судоходства гавани расположены на западном побережье, в заливе Фор-де-Франс.
Холмистая равнина делит Мартинику на две части: южную невысокую (до 500 м) и северную, занятую в основном старыми вулканическими массивами, среди которых выделяется действующий и самый высокий вулкан Мон-Пеле («Лысая гора») высотой 1397 м. Он стал широко известен после катастрофического извержения в 1902 году, когда погибло население города Сен-Пьер (около 30 тысяч человек).
Мартиника бедна полезными ископаемыми. Они представлены в основном сырьём для производства стройматериалов. Обнаружены небольшие залежи марганцевых руд.
Климат острова тропический, пассатный. Среднемесячные температуры составляют 24—27 °C при количестве осадков от 1500 до 2000 мм в год. Дождливый сезон длится с июля по ноябрь. В целом климатические условия благоприятствуют развитию сельского хозяйства и туризма, если не считать частых ураганов.

Флаг Мартиники (1766—2023) с изображёнными на нём четырьмя мартиникскими ботропсами

На Мартинике много мелких рек; в северной части острова есть и водопады.
В прошлом остров покрывали густые тропические леса. Сейчас они сохранились лишь кое-где на склонах гор.
Фауна Мартиники бедна и представлена в основном птицами и мелкими грызунами, а также змеями, которых, согласно местным легендам, во времена рабства завезли на остров плантаторы для изгнания из лесов беглых рабов-негров.
Море вокруг Мартиники богато рыбой, ракообразными и моллюсками.

## История
Остров был открыт в 1502 году 4-й экспедицией Христофора Колумба. В то время Мартинику населяли индейцы карибы. Испанцы не нашли на острове золота и потому не стали его осваивать.
В 1635 году началась колонизация Мартиники французами. Первые 90 поселенцев основали форт Сен-Пьер. Сначала остров принадлежал частной компании, а в 1664 году был выкуплен и стал коронной колонией Франции.
Индейцы на Мартинике, пытавшиеся уничтожить французских поселенцев, были довольно быстро (к 1660 году) истреблены или вымерли от европейских болезней, и для работ на созданных французами плантациях стали массово завозить негров-рабов из Африки. Первоначально на острове выращивались в основном хлопчатник и табак, а с конца XVII века сахарный тростник и кофе. На Мартинике к 1700 году уже имелось 15 тысяч рабов, (вдвое больше, чем в 1670 году), что с 230 сахароварнями свидетельствовало о феномене, названном «сахарной революцией». Порт Сен-Пьер способствовал экономическому процветанию острова.
В XVIII—XIX веках Мартинику неоднократно захватывали англичане, а рядом с островом в XVII—XVIII веках произошло три морских сражения.

### Французская революция и Наполеоновские войны
Французская революция 1789 года отозвалась на Мартинике рядом бурных событий. Когда в марте 1792 года Законодательное собрание Франции издало декрет об уравнении в правах с белыми свободных мулатов и негров, роялисты на острове восстали и пытались воспрепятствовать высадке нового губернатора. Подавленный роялистский мятеж вновь вспыхнул в 1793 году. Восставшие призвали англичан, которые оккупировали Мартинику до Амьенского мира (1802). В 1809 году Англия вновь заняла остров (до 1815 года).

### 1815—1899

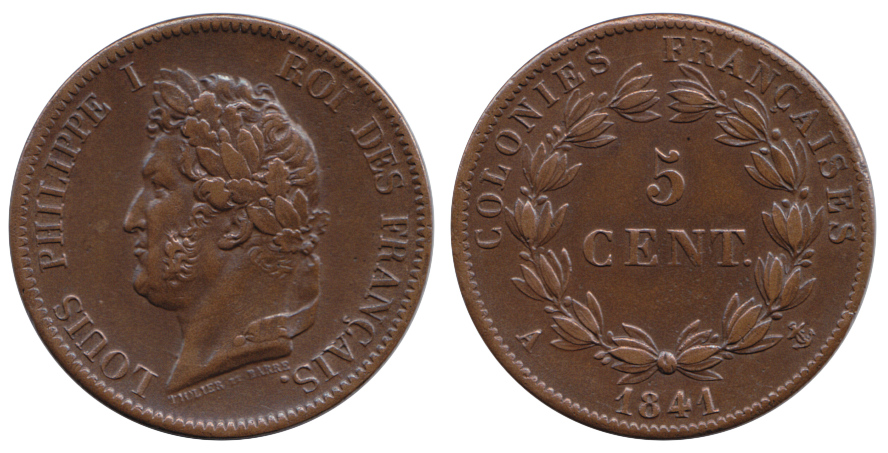
5 сантимов, 1841 года. Такие монеты чеканились для французских колоний в Вест-Индии, в том числе и для Мартиники.

В 1822 году на Мартинике произошло восстание негров, подавленное французами. В 1824 году был раскрыт и предотвращён заговор негров, планировавших полностью истребить белых на Мартинике.
В феврале 1848 года после революции, отречения и бегства Луи-Филиппа I во Франции была провозглашена республиканская форма правления. Через два месяца, 27 апреля, декретом временного правительства было отменено рабство в колониях.
В 1870 году жители Мартиники получили избирательные права и представительство в парламенте Франции.

### XX век
В 1902 году извержение вулкана Мон-Пеле полностью уничтожило крупнейший город острова Мартиника — Сен-Пьер. Из 28 тысяч жителей чудом уцелело только двое жителей, находившихся в момент извержения в городе (Людже Сильбари, Леон Компер-Леандр), и некоторое количество людей, находившихся за городом и на немногих уцелевших судах, стоявших в гавани.
В 1946 году Мартиника получила статус заморского департамента Франции.

## Административное деление

Административное деление Мартиники

Мартиника состоит из 4-х округов:
1. Округ Фор-де-Франс
2. Округ Ла-Трините
3. Округ Ле-Марен
4. Округ Сен-Пьер

## Население
Численность населения (перепись 2020 года) — 385 551 человек.
Этно-расовый состав (перепись 2013 года): негры и мулаты — около 90 %, индийцы — около 5 %, а также белые, китайцы, арабы и другие.
Языки: французский (официальный), патуа — разговорный язык на основе французского и африканских языков с заимствованиями из английского, испанского и португальского.
Религии: католики — 95 %, индуизм и язычество — 5 % (номинально по статистике 2010 г.).

## Экономика
Экономика Мартиники базируется на сельском хозяйстве и обслуживании туристов.
Экспортные товары — бананы, сахар, ром и ананасы. Импортируются продовольствие, промышленные товары, топливо и прочее.
В обращении с 1 января 2002 года — евро.

## Образование
На Мартинике расположен филиал Университета Антильских островов и Гвианы.

## Достопримечательности
Мартиника — место рождения Жозефины Богарне, французской императрицы, первой жены Наполеона I. В доме, где прошло её детство (и куда она возвращалась после развода с первым мужем Александром де Богарне), действует музей, где среди прочих экспонатов можно увидеть брачный договор Наполеона и Жозефины с подписями молодожёнов.
Некоторое время на Мартинике жил художник Поль Гоген. Сейчас там музей. Подлинников в музее нет.